# Rhabderemia guernei
Rhabderemia guernei är en svampdjursart som beskrevs av Topsent 1890. Rhabderemia guernei ingår i släktet Rhabderemia och familjen Rhabderemiidae. Inga underarter finns listade i Catalogue of Life.